# العلاقات الليبية المصرية
العلاقات المصرية الليبية، هي العلاقات الخارجية الثانية بين كل من مصر وليبيا. كانت مصر من أوائل الدول التي تعاملت مع ليبيا رسمياً بعد استقلالها في أوائل الخمسينات من القرن العشرين. وقد ساعدت ليبيا مصر في حرب أكتوبر 1973. في وقت لاحق، نشأت توترات بين البلدين بسبب التقارب المصري مع الغرب. ونتج عن ذلك الحرب المصرية الليبية عام 1977، ومن ثم تم تعليق العلاقات لمدة اثني عشر عاماً. ومع ذلك تحسنت العلاقات بشكل مضطرد منذ عام 1989، ومع الرفع التدريجي للعقوبات على ليبيا من قِبل الأمم المتحدة والولايات المتحدة في الفترة بين عامي 2003 و2008، حصل تطور كبير في العلاقات بين البلدين، وتم فتح مجالات للتعاون المشترك في صناعات النفط والغاز الطبيعي.

## تاريخ

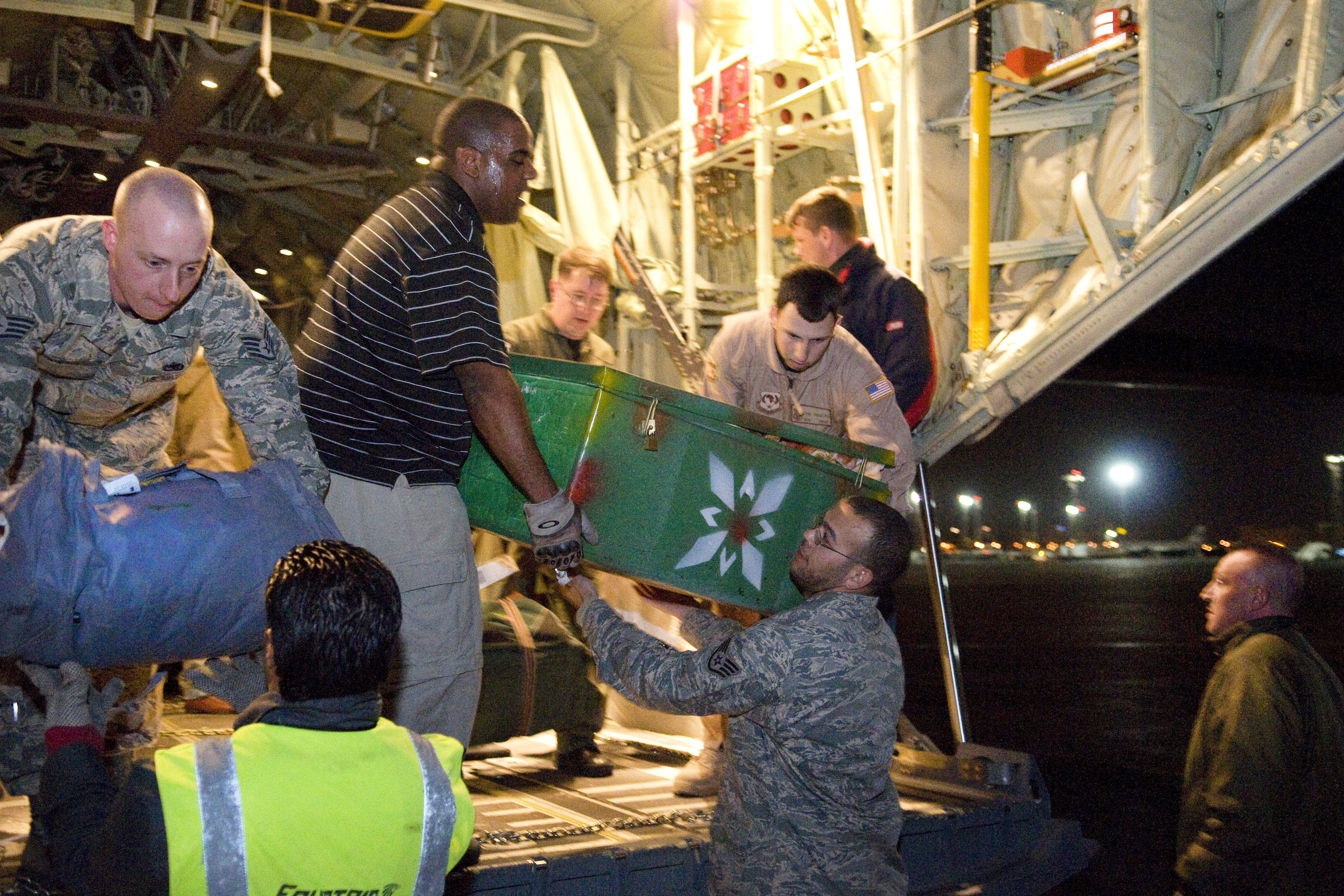
تولت القوات الجوية الأمريكية ترحيل عمال مصريين من مطار جربة جرجيس الدولي أثناء ثورة ليبيا 2011م.

العلاقات التاريخية بين مصر وليبيا تعود إلى آلاف السنين. فقد حكمت الأسرة الثالثة والعشرون من الملوك المشواش الليبيين مصر العليا بين عامي 880 و734 قبل الميلاد. أُنشت العديد من المستعمرات اليونانية في كلا البلدين مثل: قوريني في ليبيا والإسكندرية في مصر. أيضاً حكم البطالمة مصر وشرق ليبيا (برقة). ولاحقاً أصبحت كل من مصر وبرقة من مقطاعات الدولة الرومانية.
فتحت الجيوش الإسلامية مصر بقيادة عمرو بن العاص زمن الخليفة الراشد عمر بن الخطاب، ومن مصر بدأ الفتح الإسلامي للشمال الإفريقي، فكانت البداية بالمناطق المتاخمة لمصر ناحية الغرب، فكانت برقة ثم طرابلس في ليبيا. وفي زمن الحكم الإسلامي بشكل عام، كانت طرابلس تعد مستقلة عن مصر في بعض الأحيان، وخلاصة خلال فترة حكم الأغالبة من سنة 800 حتى 909، بينما في أوقات كثيرة أخرى كان البلدين متحدين في كيان إداري واحد، خاصة في عهد الخلافة الفاطمية من 909 حتى 1171. أصبحت مصر جزءاً من الدولة العلية العثمانية عام 1517 وثم طرابلس في 1555. ومع ذلك، كان كل من البلدين يتمتع باستقلالية كبيرة.

## حديثا
تدعم السلطات المصرية عملية خليفة حفتر سنة 2014م.